# Panamarenko

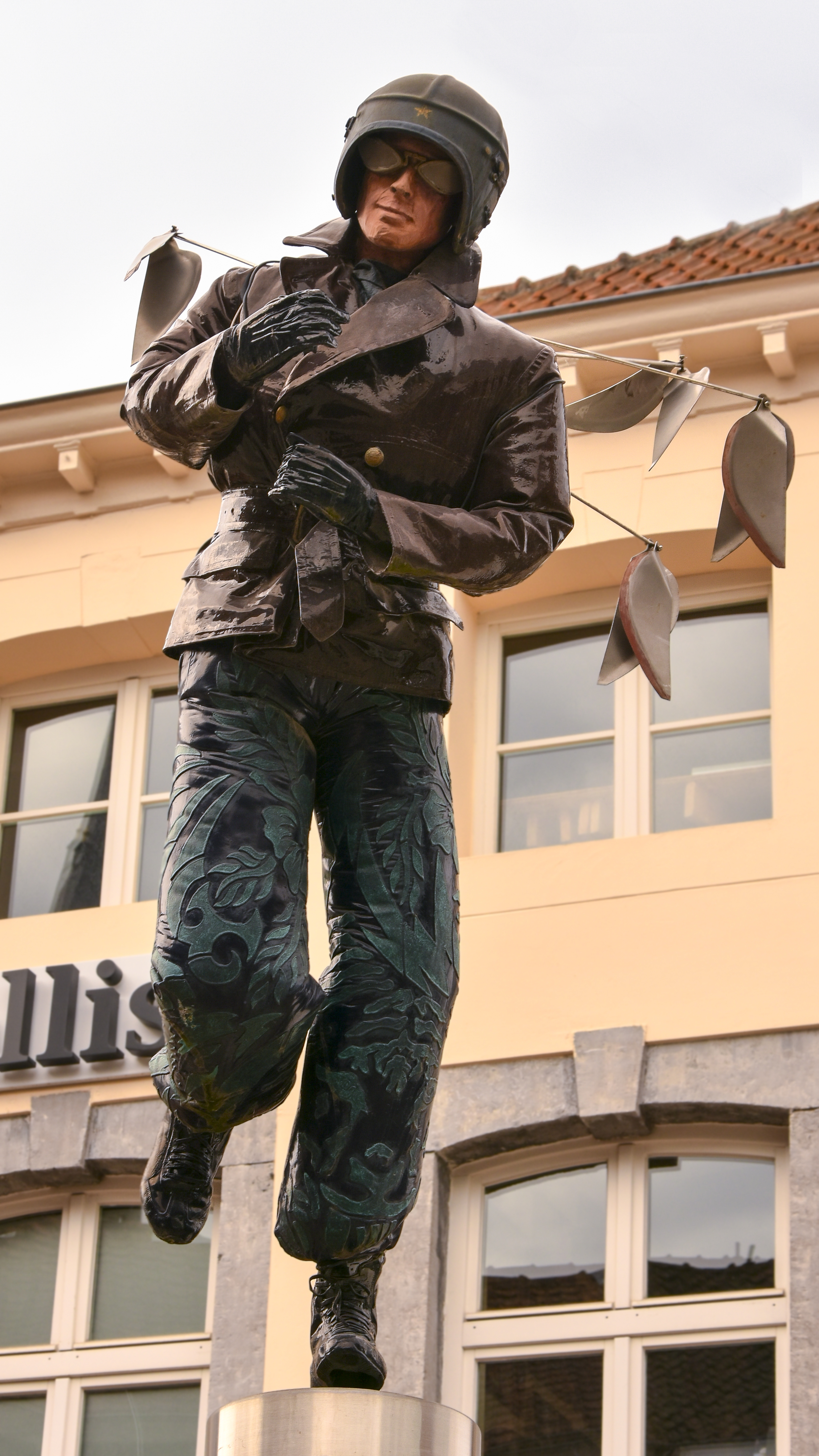
Batopillo op de Botermarkt te Hasselt

Panamarenko, de artiestennaam van Henri Van Herreweghe (Antwerpen, 5 februari 1940 – Brakel, 14 december 2019) was een Belgisch beeldhouwer. Hij wordt beschouwd als een van de voornaamste Belgische beeldhouwers uit de tweede helft van de 20e eeuw. Hij maakte veel assemblages die met vliegen te maken hebben.
Panamarenko is een pseudoniem en een samentrekking van "Pan American Airlines and Company". Er was echter ook een Russische oud-generaal, politicus-ambassadeur in de Koude Oorlog met de naam Panamarenko (uitgesproken als Panamarenko). De kunstenaar Henri Van Herwegen hoorde deze naam op de radio.

## Leven, werk en dood
De vader van Henri Van Herwegen was elektro-ingenieur, lid van een communistischgezinde familie. Een van hen was zelfs leider van de Belgische communisten en kwam in de oorlog om door een V-1 (vliegende bom). Zijn grootvader was architect. Zo geraakte hij van jongs af aan vertrouwd met techniek en ruimtelijke constructies. Van 1955 tot 1960 studeerde hij aan de Antwerpse Academie en in 1963 gaf hij daar ook zijn eerste solotentoonstelling. Vanaf 1965 begon hij, samen met Yoshio Nakajima, Hugo Heyrman, Wout Vercammen en Bernd Lohaus met het organiseren van happenings in de publieke ruimte.
Voor 1968 leunde hij aan bij de popart, maar hij raakte al gauw in de ban van het vliegtuig en vliegen op eigen kracht. Aldus ontstonden, sinds 1970, zijn schaalmodellen van talrijke imaginaire voertuigen, vliegtuigen, ballonnen of helikopters in alle mogelijke origineel-verrassende vormen. Het zijn evenveel varianten op de droom van het vliegen van de mythologische figuur Icarus. Of deze tuigen echt kunnen vliegen is deel van het mysterie en de aantrekkingskracht.

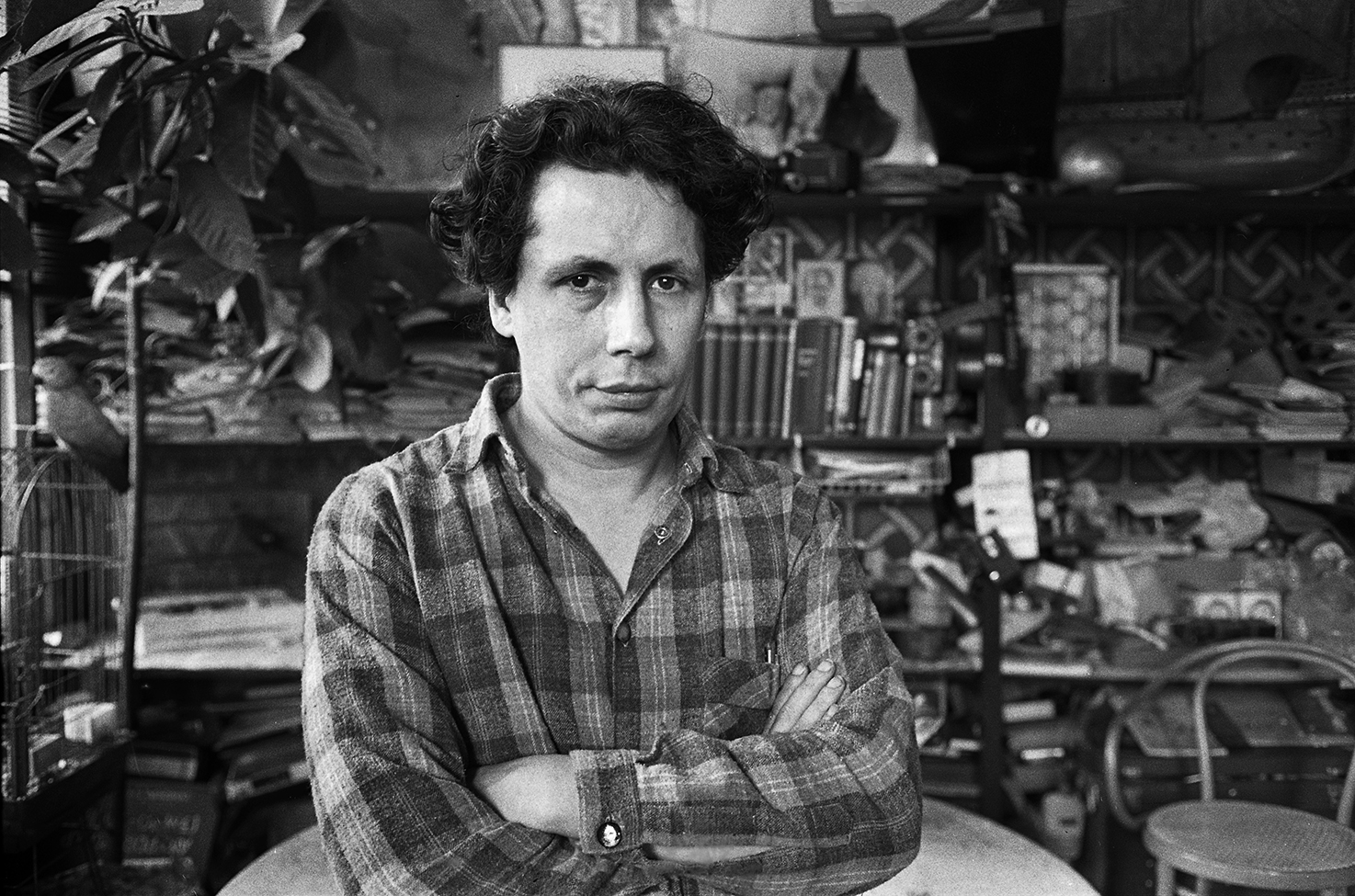
Panamarenko in 1987

In de periode 1969-1971 bouwde hij de zeppelin The Aeromodeller, en in 1990 de eerste Archaeopterix (een intelligente kip) naar het model van een prehistorische vogel. In 1996 presenteerde hij de duikboot Pahama Novaya Zemblaya. Intussen is hij ook internationaal doorgebroken en organiseerde hij eenmanstentoonstellingen in Londen, Bazel (in 2000) en in New York (2001). In 2003 werd zijn beeld Pepto Bismo in Antwerpen op het Sint-Jansplein ingehuldigd.
Conservator Jan Hoet besteedde bijzondere aandacht aan deze kunstenaar, in het Gentse SMAK-museum. In 2002 opende Panamarenko in Borgerhout (Antwerpen) zijn nieuwe atelier, de Antwerpse Luchtschipbouw.
Hij heeft ook een beeld in Koksijde gemaakt, Brazil, bij het gemeentehuis daar.
In 2005, bij de opening van een grote overzichtstentoonstelling van zijn werk in Brussel, kondigde Panamarenko aan zich als actief kunstenaar terug te trekken.
Panamarenko trouwde op 18 oktober 2003 met Eveline Hoorens, die aan het hoofd staat van koffiebranderij Hoorens en verhuisde naar Sint-Maria-Oudenhove. De koffiebranderij bracht een Panamarenko-koffiemélange, de Panamajumbo op de markt.
Panamarenko sukkelde de laatste jaren van zijn leven met zijn gezondheid en overleed uiteindelijk op 14 december 2019 in Brakel.

## Huis
De kunstenaar schonk begin januari 2007 zijn vroegere woning met atelier en inboedel aan het Museum van Hedendaagse Kunst Antwerpen (M HKA) dat de verbouwing en ontsluiting realiseerde met steun van het Ministerie van Cultuur. Het Panamarenko Collectief van Paul Morrens zette zich in voor het behoud van het pand. De woning met atelier is gesitueerd te Antwerpen in een hoekhuis in de Biekorfstraat, vlak bij het Sint-Jansplein. Architect en kunstenaar Luc Deleu, een huisvriend van Panamarenko, heeft de verbouwing geleid. De geraamde kostprijs was 260.000 euro. Sinds 2004 stond het huis leeg maar de inboedel bleef intact zoals het meubilair, de huisraad en de planten, maar ook onderdelen en gereedschappen waaruit kunstwerken ontstonden. Tal van rugzakvliegers, vliegende tapijten en prehistorische kippen werden op deze plek bedacht en gemaakt.
Men streeft naar een open, levendig museaal huis waar de lichtjes excentrieke biotoop van Panamarenko tot leven komt. Het M HKA verhuurt het gerenoveerde pand aan het Panamarenko Collectief dat verantwoordelijk is voor het dagelijks beheer en de publiekswerking.
Op 7 juli 2011 werd, naar de wens van Panamarenko, een helikopterplatform op het huis geïnstalleerd. Het is niet de bedoeling dat er echt helikopters zouden gaan landen, maar een kleine helikopter zou er inderdaad op passen.
Het atelier wordt in 2013 geopend voor het publiek, te bezoeken op afspraak via het M HKA.

## Hasselt

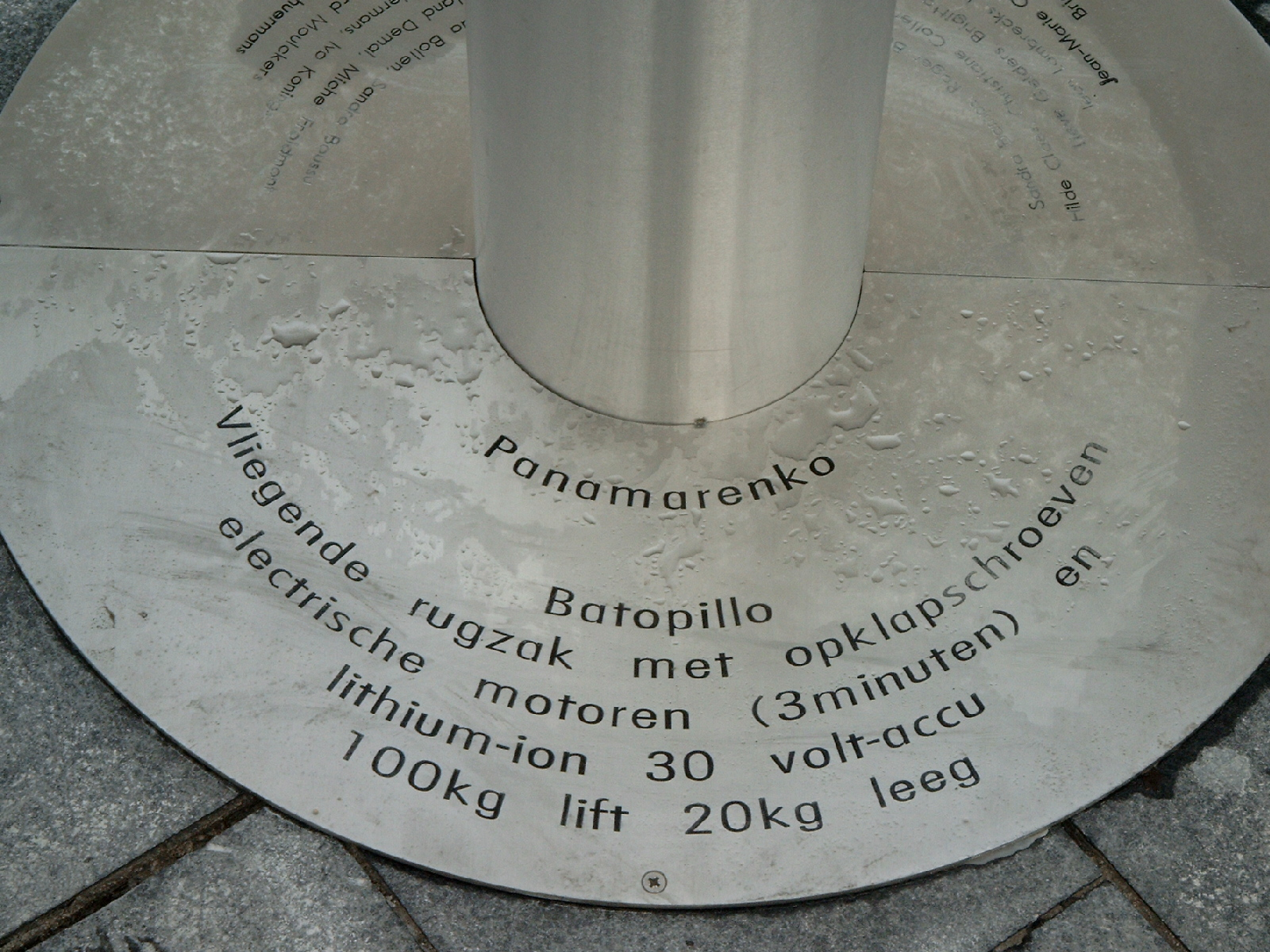
De voet van de zuil van Batopillo in Hasselt

De stad Hasselt in Belgisch-Limburg kocht het werk Batopillo aan dat begin februari 2007 zijn plaats kreeg in de Hasseltse binnenstad (op de hoek van de Botermarkt en de Zuivelmarkt). Batopillo is een figuur die met kleine propellers op zijn rug het luchtruim tracht te veroveren. Deze Batopillo is ondertussen geland op een drie meter hoge metalen zuil. De plaatsing van dit kunstwerk is de eerste stap in een stedelijke campagne om kwaliteitsvolle actuele kunst van gerenommeerde kunstenaars in de openbare stedelijke ruimte te plaatsen.

## Prijzen
- In 1998 werd aan Panamarenko de Tweejaarlijkse Cultuurprijs toegekend.
- In 2010 kreeg hij een eredoctoraat aan de Universiteit Hasselt.
- In 2014 kreeg hij een eredoctoraat aan de Universiteit van Bergen.

## In de media
- De Belgische groep Noordkaap schreef ooit een nummer over de man: "Panamarenko".
- De kunstenaar is geïmiteerd geweest door Chris Van den Durpel.

## Trivia
- In november 2006 werd het werk "Meikever" (1975) uit het Gentse SMAK ontvreemd en beschadigd teruggevonden in het Park tegenover het museum.[8] Het werk werd hersteld en kreeg op de Erfgoeddag in 2007 een centrale plaats.[9]
- Vanaf april 2009 vloog een Fokker 50 van VLM Airlines (OO-VLF) onder de naam "Panamarenko". Panamarenko was een van de weinige Belgische mensen die hun naam aan een vliegtuig gaven.[10]
- Op de romp van een Boeing 787 van Jetairfly staat een tekening van Panamarenko.
- Hij was lid van de Koninklijke Vlaamse Academie van België voor Wetenschappen en Kunsten.